# بان اسکات
بان اسکات (به انگلیسی: Bon Scott) ترانه سرا و خواننده استرالیایی بود. او از سال ١٩٧۴ تا زمان مرگش در سال ١٩٨٠ خواننده و ترانه سرای اصلی گروه ای سی/ دی سی بود. او از سوی بسیاری از رسانه ها و هواداران بهترین خواننده هوی متال لقب گرفته است. 

اسکات در  ٩ ژوئیه ١٩۴۶ در آنگوس اسکاتلند به دنیا آمد. او بیشتر کودکی خود را در شهرک کریمویر گذراند و در سال ١٩۵٢ و در سن شش سالگی، همراه با خانواده اش در شهر ملبورن استرالیا مستقر شد. 

او پیش از عضویت به عنوان خواننده اصلی در گروه ای سی/دی سی، در سه گروه دیگر به نام های Fraternity، the Valentines و the Spektors به عنوان خواننده اصلی و نوازنده درامز حضور داشت. 
او در ١٩ فوریه ١٩٨٠ وقتی که فقط ٣٣ سال داشت، به خاطر مسمومیت نوشیدنی الکلی درگذشت.
در همان سال برایان جانسون به عنوان جانشین بان اسکات معرفی شد. او را سومین و آخرین خواننده گروه ای سی/دی سی می‌دانند.  

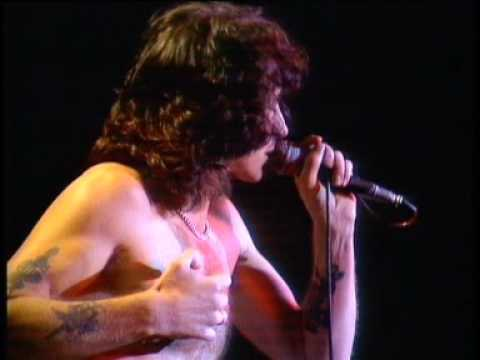
اسکات در حال آوازخوانی بر روی سن در سال ۱۹۷۹

## ای سی/دی سی

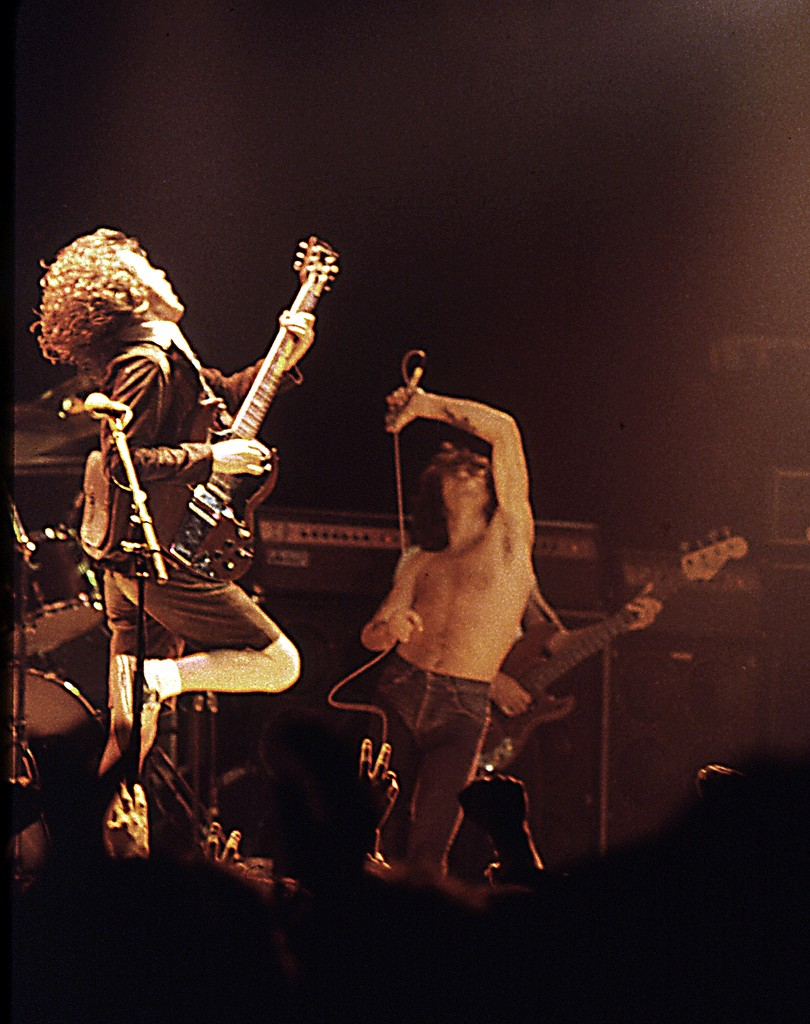
اسکات (راست)، درحال اجرا با ای‌سی/دی‌سی در سالن اولستر، سال 1979

در یکی از اجرا های گروه ای سی/دی سی در هتل پوراکا، وقتی گروه خواننده ای برای اجرا نداشت، اسکات تصمیم گرفت به عنوان خواننده در این اجرا به آنها کمک کند. اعضای گروه پس از شنیدن صدای هارد راک عمیق  اسکات، به او پیشنهاد عضویت در گروه را دادند و اسکات این پیشنهاد را قبول کرد و جایگزین دیو ایوانر در ای سی/دی سی شد. 
پس از عضویت اسکات در ٢۴ اکتبر ١٩٧۴ به عنوان خواننده اصلی و مارک ایوانز به عنوان نوازنده بیس در گروه، ترکیب گروه ای سی/دی سی کامل شد. همچنین، با عضویت اسکات در گروه، اعضا تصمیم گرفتن گلم متال را کنار بگذارند و اسکات و انگس یانگ(نوازنده گیتار)، شروع به نوشتن ترانه های هارد راک و هوی متال کردند.   
اولین آلبوم استودیویی آنها یعنی ولتاژ بالا در ١٧ فوریه ١٩٧۵ فقط در استرالیا منتشر شد که موفقیت زیادی را برای گروه در استرالیا به ارمغان آورد. صدای جذاب اسکات و گیتار یانگ در این آلبوم خودنمایی می‌کرد.          
دومین آلبوم گروه به اسم تی ان تی در ١ دسامبر ١٩٧۵ همانند آلبوم اول فقط در استرالیا منتشر شد. البته چند آهنگ از این آلبوم بعد ها برای اولین آلبوم بین المللی آنها انتخاب شد.       
آلبوم سوم آنها به اسم اعمال پلید با پستی تمام انجام شدند فقط در اروپا و استرالیا منتشر شد که نسبت به آلبوم های قبلی، موفقیت بین المللی بیشتری را برای گروه به ارمغان آورد.      
آلبوم چهارم گروه، به اسم ولتاژ بالا(با آلبوم اول اشتباه گرفته نشود) اولین آلبوم بین المللی گروه به حساب می‌آید. اکثر قطعات این آلبوم ترکیبی از آهنگ های آلبوم اول و دوم آنها است.       
پنجمین آلبوم گروه به اسم قدرت، موفقیت آلبوم سوم و چهارم گروه را نداشت و یک آلبوم شکست خورده به حساب می‌آید.    
ششمین آلبوم گروه به اسم بزرگراه به جهنم، ٢٧ ژوئیه ١٩٧٩ منتشر شد که از موفق ترین آلبوم های ای سی/دی سی به حساب می‌آید. تک آهنگ بزرگراه به جهنم از این آلبوم که توسط اسکات نوشته شده است، از بهترین های موسیقی هارد راک به حساب می‌آید. این آهنگ به تنهایی توانست ای سی/دی سی را تبدیل به یکی از مهمترین گروه های تاریخ موسیقی بکند. این آلبوم آخرین آلبومی است که اسکات در آن حضور دارد. پس از مرگ اسکات در ١٩ فوریه ١٩٨٠ در سن ٣٣ سالگی، برایان جانسون به عنوان جانشین اسکات معرفی شد.                         